# Nguyễn Văn Hiếu (trung tướng)
Nguyễn Văn Hiếu (1929-1975) nguyên là Thiếu tướng Bộ binh của Quân lực Việt Nam Cộng hòa, tử nạn được truy thăng Trung tướng. Ông xuất thân từ những khóa đầu tiên tại trường Võ bị Quốc gia do Chính phủ Quốc gia Việt Nam mở ra tại Nam Cao nguyên Trung phần vào đầu thập niên 50 của thế kỷ trước. Ông đã từng chỉ huy các Sư đoàn Bộ binh và được cử giữ chức Phụ tá Đặc biệt trong Ủy ban chống tham nhũng thuộc Phủ Phó Tổng thống Trần Văn Hương, một vị trí phù hợp với con người và tính cách của ông. Bản thân ông đã được một số tài liệu đánh giá là liêm khiết, không tham nhũng.
Do chống tham nhũng, ông được cho là đã làm mất lòng nhiều tướng lĩnh Việt Nam Cộng hòa, vốn có nhiều tai tiếng vì tham nhũng. Nhiều người cũng cho rằng đây là lý do dẫn đến việc ông bị đồng ngũ ám sát trong văn phòng tại bản doanh Bộ Tư lệnh Quân đoàn III ở Biên Hòa ngày 8 tháng 4 năm 1975, khi đang giữ chức Tư lệnh phó đặc trách Hành quân của Quân đoàn.

## Tiểu sử & Binh nghiệp
Ông sinh ngày 23 tháng 06 năm 1929 tại Thiên Tân, Trung Quốc  nhưng quê nội ở Bắc Ninh và quê ngoại ở Hà Đông. Ở Thượng Hải, ông học tại trường Collège Français de Shanghai. Năm 1948, ông đậu bằng Baccalauréat en mathématiques (Tú tài toàn phần ban Toán). Năm 1949, trong khi đang học năm thứ 1 ban Kỹ thuật tại Đại học Aurore (thuộc Dòng Tên của Pháp) thì Đảng Cộng sản Trung Quốc tiếp quản Thượng Hải, ông theo gia đình trở về Sài Gòn, sau đó (đầu năm 1950) gia đình ông chuyển ra Hà Nội.

### Quân đội Quốc gia Việt nam
Cuối tháng 10 năm 1950, thi hành lệnh động viên của Quốc trưởng Bảo Đại, ông nhập ngũ vào Quân đội Quốc gia, mang số quân: 49/300.479. Theo học khóa 3 Trần Hưng Đạo tại trường Võ bị Liên quân Đà Lạt, khai giảng ngày 5 tháng 11 năm 1950. Ngày 25 tháng 6 năm 1951 mãn khóa tốt nghiệp Á khoa với cấp bậc Thiếu úy hiện dịch. Tuy nhiên sau đó ông bị bệnh lao phổi phải nằm nhà thương Lanessan Hà Nội một thời gian. Đến đầu năm 1953 ông xuất viện và được chuyển đến phục vụ tại Phòng 3 Bộ Tổng tham mưu dưới quyền Đại tá Trưởng phòng Trần Văn Đôn, đồng thời ông được thăng cấp Trung úy tại nhiệm. Đến tháng 6 năm 1954, ông được thăng cấp Đại úy.

### Quân đội Việt Nam Cộng hòa
Sau khi Quân đội Quốc gia được cải danh thành Quân đội Việt Nam Cộng hòa vào cuối năm 1955, ông vẫn tiếp tục phục vụ thêm một thời gian nữa ở Bộ Tổng tham mưu. Trung tuần tháng 8 năm 1957, ông được thăng cấp Thiếu tá, và chuyển đi làm Phó phòng 3 của Bộ Tư lệnh Quân đoàn I, do Trung tướng Trần Văn Đôn làm Tư lệnh Quân đoàn. Ngày 1 tháng 8 năm 1962, ông được giữ chức Trưởng phòng 3 Quân đoàn I, do Thiếu tướng Lê Văn Nghiêm làm Tư lệnh Quân đoàn.
Đầu năm 1963, ông được cử đi du học lớp Chỉ huy Tham mưu cao cấp tại Học viện Chỉ huy và Tham mưu Fort Leavenworth thuộc Kansas, Hoa Kỳ, đến ngày 10 tháng 5 tốt nghiệp về nước. Ngày 1 tháng 6 cùng năm, ông được thăng cấp Trung tá và được cử giữ chức Tham mưu trưởng Sư đoàn I Bộ binh, do Đại tá Đỗ Cao Trí làm Tư lệnh.. Ngày 11 tháng 11 năm 1963 (sau vụ đảo chính 1/11/1963), bàn giao chức Tham mưu trưởng Sư đoàn 1 lại cho Trung tá Tôn Thất Khiên, sau đó ông được cử giữ chức Tham mưu trưởng Quân đoàn I thay thế Đại tá Trần Thanh Phong đi nhận chức Tư lệnh Sư đoàn 1.
Ngày 1 tháng 1 năm 1964, ông được chuyển về Quân đoàn II nhận chức Tham mưu trưởng Quân đoàn do Trung tướng Đỗ Cao Trí làm Tư lệnh. Ngày 7 tháng 9 cùng năm, ông được bổ nhiệm chức vụ Tư lệnh Sư đoàn 22 Bộ binh thay thế Thiếu tướng Linh Quang Viên về Trung ương làm Giám đốc Nha An ninh Quân đội. Ngày 24 tháng 10 cùng năm, bàn giao Sư đoàn 22 lại cho Đại tá Nguyễn Xuân Thịnh, ông chuyển về Quân đoàn II tái nhiệm chức vụ Tham mưu trưởng Quân đoàn.
Tháng 5 năm 1965, ông được thăng cấp Đại tá tại nhiệm. Đến ngày 23 tháng 6 năm 1966, tái nhiệm chức vụ Tư lệnh Sư đoàn 22 Bộ binh thay thế Đại tá Nguyễn Thanh Sằng đi làm Tư lệnh phó Quân đoàn II. Ngày Quốc khánh Đệ Nhị Cộng hòa 1 tháng 11 năm 1967, ông được thăng cấp Chuẩn tướng tại nhiệm. Ngày 11 tháng 8 năm 1969, bàn giao Sư đoàn 22 lại cho Chuẩn tướng Lê Ngọc Triển nguyên Chỉ huy trưởng Trung tâm Huấn luyện Quốc gia Quang Trung. Ngay sau đó, thuyên chuyển về Quân khu 3, ông được bổ nhiệm chức vụ Tư lệnh Sư đoàn 5 Bộ binh thay thế Thiếu tướng Phạm Quốc Thuần đi làm Chỉ huy trưởng Trường Bộ binh Thủ Đức. Ngày Quân lực 19 tháng 6 năm 1970, ông được thăng cấp Thiếu tướng tại nhiệm. Trung tuần tháng 6 năm 1971, bàn giao chức vụ Tư lệnh Sư đoàn 5 lại cho Đại tá Lê Văn Hưng (nguyên Tư lệnh phó), ông được cử đi làm Tư lệnh phó Quân đoàn I do Trung tướng Hoàng Xuân Lãm làm Tư lệnh Quân đoàn.
Thượng tuần tháng 2 năm 1972, ông được Phó Tổng thống Trần Văn Hương cử giữ chức vụ Thứ trưởng Đặc trách bài trừ tham nhũng. Đây là giai đoạn mà nạn tham nhũng hoành hành trong giới lãnh đạo Quân đội Việt Nam Cộng hòa với những tai tiếng về buôn lậu, ăn cắp quân nhu và tiền viện trợ quân sự. Trên cương vị này, ông đã tiến hành hàng loạt các cuộc điều tra về tham nhũng, mà đặc biệt là cuộc điều tra về vụ tham nhũng trong Quỹ Tiết kiệm Quân đội. Đây là vụ án tham nhũng lớn nhất được ông tiến hành, thực hiện trong 5 tháng và được ông công bố đầy đủ chi tiết và bằng chứng buộc tội trên màn truyền hình toàn quốc ngày 14 tháng 7 năm 1972., buộc hàng loạt sĩ quan, trong đó có 2 tướng lĩnh là Tổng trưởng Quốc phòng, Trung tướng Nguyễn Văn Vỹ, và Trung tướng Lê Văn Kim với 7 Đại tá bị cách chức. Quỹ Tiết kiệm Quân đội bị buộc phải giải tán. Tuy nhiên, chính do những cuộc điều tra tham nhũng của ông đã gây đụng chạm đến quyền lợi của giới lãnh đạo quân sự biến chất, thậm chí ở cấp cao nhất. Sau vụ án Quỹ Tiết kiệm Quân đội, Tổng thống Thiệu đã thu hẹp quyền hạn điều tra tham nhũng của tướng Hiếu ở cấp Quận trưởng, và cần có sự chấp thuận tiên quyết trước khi khởi công điều tra ở cấp Tỉnh trưởng. Điều này khiến ông nản lòng và ông đã xin trở về phục vụ trong quân đội và tuyên bố: "chúng ta phải sửa những sai lầm của chúng ta hoặc Cộng sản sẽ sửa chữa nhưng sai lầm đó cho chúng ta".
Vào tháng 5 năm 1972, Tướng Hiếu đã nói với các viên chức Sứ Quán là chiến dịch chống tham nhũng sẽ không đi tới đâu vì các Bộ trưởng trong Nội các và Thủ tướng không cộng tác với ông.
Ngày 29 tháng 10 năm 1973, thuyên chuyển về Quân đoàn III, ông được cử làm Tư lệnh phó Quân đoàn đặc trách Hành quân. Ngày 2 tháng 4 năm 1975, kiêm Tư lệnh Tiền phương Quân đoàn III để nhận bàn giao từ Thiếu tướng Phạm Văn Phú (nguyên Tư lệnh Quân đoàn II) phần lãnh thổ 2 tỉnh cuối cùng còn lại của Quân khu 2 là Bình Thuận và Ninh Thuận được sát nhập vào Quân đoàn III, Quân khu 3. 2 ngày sau, ngày 4 tháng 4 bàn giao chức Tư lệnh Tiền phương cho Trung tướng Nguyễn Vĩnh Nghi, vẫn giữ chức Tư lệnh phó Đặc trách Hành quân.

## Bị ám sát
Vào ngày 8 tháng 4 năm 1975, ông bị ám sát bởi cận vệ của Tướng Toàn, Đại úy Đỗ Đức, trong văn phòng riêng tại bản doanh Bộ tư lệnh Quân đoàn III bởi một một viên đạn bắn vào cằm xuyên lên não. Theo tư liệu của C.I.A công bố. Ông mất khi mới có 46 tuổi.
Ngay sau đó, Bộ Tổng tham mưu cử Trung tướng Nguyễn Vĩnh Nghi đương nhiệm Chỉ huy trưởng Trường Bộ binh Thủ Đức thay thế vào chức vụ Tư lệnh phó Quân đoàn III kiêm Tư lệnh Tiền phương Quân đoàn, trách nhiệm bảo vệ phòng tuyến Phan Rang.
Sáng ngày 10 tháng 4 năm 1975, Phó Tổng thống Trần Văn Hương thay mặt Tổng thống Nguyễn Văn Thiệu đến tư thất trong cư xá sĩ quan Chí Hòa để viếng linh cữu và truy thăng cho ông cấp bậc Trung tướng đồng thời truy tặng Bảo quốc Huân chương Đệ tam đẳng kèm Anh dũng Bội tinh với nhành Dương liễu.
Tang lễ của ông được tổ chức trọng thể theo lễ nghi Quân cách. An táng tại Nghĩa trang Quốc gia Biên Hòa (Nghĩa trang Quân đội) cạnh mộ phần cố Đại tướng Đỗ Cao Trí.

## Huy chương
- Bảo quốc Huân chương đệ tam đẳng
- Anh dũng Bội tinh với nhành dương liễu

## Nhận định
Báo cáo đánh giá tháng 5 năm 1958 của các cố vấn Mỹ tại Quân khu I:
 
Ông là một người có tiềm năng lên tới bậc cao nhất trong Quân đội Việt Nam. Ông đáng được gửi sang học một trường bên Mỹ càng sớm càng tốt, đặc biệt là Ft. Leavenworth. Ông đáng được bổ nhiệm vào các công việc chỉ huy chiến trường để có thêm kinh nghiệm chỉ huy. Sĩ quan này, nếu được sử dụng và khai triển đúng mức, rất có thể trở nên một tướng lãnh tài giỏi tương lai nếu không là xuất chúng trong Quân đội Việt Nam Cộng hòa. Thái độ của ông đối với Hoa Kỳ rất mạnh, và khả năng thông thạo ngoại ngữ rất quan yếu cho các cuộc hành quân liên hợp của Đồng Minh.

Đại tá John Hayes, Cố vấn trưởng Mỹ tại Sư đoàn 5 Bộ binh đánh giá ngày 7 tháng 2 năm 1970:
Thiếu tướng Nguyễn Văn Hiếu, NNC 1-11-67, 20 năm quân ngũ, tướng Hiếu là một Tư lệnh trên trung bình. Các điểm tốt gồm có nhiệt tâm, kinh nghiệm lãnh đạo tác chiến, khả năng thôi thúc và duy trì tinh thần binh sĩ, và khả năng chế ngự thuộc cấp. Ông rất sùng đạo và ái quốc, và đòi hỏi tiêu chuẩn hạnh kiểm và kỷ luật cao. Ông cẩn trọng mực thước nhưng khi lấy quyết định thì sắc bén. Ông được đánh giá cao hơn mức trung bình của một Tư lệnh Sư đoàn Mỹ trong cung cách hành sự toàn diện của ông. 

Tờ trình tháng 11 năm 1974 của Sứ Quán Mỹ:
Vào tháng 2 năm 1972, Trung tướng Đôn lúc bấy giờ là Phó Thủ tướng, nói với Lãnh sự tại Đà Nẵng, tướng Hiếu là một trong số tướng lãnh tài năng nhất của Quân lực Việt Nam Cộng hòa và là một " vị tướng thanh liêm nhất trong quân đội hiện nay". Đức tính này được thường xuyên xác nhận và tuyên dương trong giới sĩ quan Quân lực Việt Nam Cộng hòa. Tướng Đôn nói thêm là ông sẽ lựa chọn tướng Hiếu trên hết bất cứ một tướng lãnh nào ông quen biết. 

### Thái độ đối với giới chức Mỹ
Cách chung tuy tướng Hiếu tỏ vẻ "thân thiện và dễ cộng tác... với các giới chức Mỹ tại Vùng 3 Chiến thuật, ông giữ một khoảng cách và kín đáo.".
Đối với các cố vấn quân sự Mỹ "ông chứng tỏ sẵn sàng tiếp nhận những ý kiến thiết thực. Không thể nhấn mạnh cho đủ ông là một vị tướng dũng mãnh, và ông chỉ đem ra ứng dụng những ý kiến khả dĩ đem tới cải tiến hiệu năng tác chiến cho Sư đoàn". Ông chống đối chính sách Việt Nam hoá chiến tranh của chính phủ Hoa Kỳ và áp lực của giới Cố vấn Mỹ tại Quân đoàn III muốn các đơn vị của Sư đoàn 5 phải hành quân diệt địch khi chưa được huấn luyện chiến đấu hoàn hảo. Ông dám trình bày "quan điểm đối nghịch, phát biểu tự do và công khai" khiến một vài sĩ quan Cố vấn Mỹ lấy làm phật ý và khó chịu, nỗ lực gây áp lực đòi cách chức Tư lệnh Sư đoàn 5. Họ thành công với sự toa rập của tướng Nguyễn Văn Minh, người kế vị tướng Đỗ Cao Trí trong chức vụ Tư lệnh Quân đoàn III. "Việc cách chức tướng Hiếu, theo như một viên chức Sứ Quán tường trình ngày 17 tháng 6 năm 1971, là một tin động trời, trước hết vì tướng Hiếu nổi danh là một nhân vật liêm chính và vì lòng thương lính mãnh liệt của ông." 

### Tính cách
Một điểm nổi bật trong cá tính của tướng Hiếu là trực tính. Ông không ngại tỏ thái độ phản đối chống lại giới chức nắm quyền lạm quyền hay sai quấy, thậm chí có những lần ông đã chống lệnh của thượng cấp.
- Đối với Tổng thống Diệm:

Tướng Hiếu nói với một viên chức cao cấp Mỹ tại vùng 3 Chiến thuật là ông bị từ chối không được lên lon trong một thời kỳ lâu dài vì ông nghĩ là một sĩ quan quân sự không nên gia nhập Đảng Cần Lao của Tổng thống Diệm tuy là ông đã bị thôi thúc gia nhập. Đây có lẽ giải thích ông đã bị qua mặt nhiều lần đi tu nghiệp tại Leavenworth.

- Đối với tướng Peers, Tư lệnh First Field Force Vietnam:

Để bảo vệ chủ quyền chỉ huy của Quân đội VNCH, Thiếu tướng Hiếu đã có lần chống đối Trung tướng Hoa Kỳ làm Tư lệnh Lực lượng 1 dã chiến tại Nha trang ra lệnh Sư đoàn 22 bộ binh đặt một Trung đoàn bộ binh do một Đại tá chỉ huy dưới quyền điều động của một Đại úy Quận trưởng trong kế hoạch yểm trợ bình định phát triển. Việc này đã gây tranh luận rất phức tạp, khiến Trung tướng Lữ Lan, Tư lệnh Quân đoàn II phải giải hòa giữa đôi bên.

- Đối với Tướng Abrams, Tư lệnh MACV:

Sư đoàn 22 Quân lực Việt Nam Cộng hòa không nhìn được sự thể như vậy. Sư đoàn chưa phải là một Sư đoàn thiện chiến, xuất trận với cấp Trung đoàn và Tiểu đoàn và vân vân! Và chính điều đó cần thiết phải được thực hiện tại Bình Định! Và đó chính là điều Sư đoàn 22 không nhìn thấy! Và đó chính là điều Tư lệnh Sư đoàn tự thâm tâm không sẵn lòng chịu làm! 

- Đối với tướng Đỗ Cao Trí, Tư lệnh Quân đoàn III:

Tướng Trí, tuy nhận biết là tướng Hiếu không hoàn toàn ưng thuận các cuộc hành quân vượt biên và đặc biệt các cuộc hành quân đòi hỏi Sư đoàn 5 hành quân tại Snoul, trong vùng Căm Bốt, không cách chức Tướng Hiếu ngay.

- Đối với giới chức Cố vấn Mỹ Quân đoàn III:

Viên Phó Cố vấn Trưởng Quân đoàn III, một Chuẩn tướng, nói: "Thái độ yếm thế của Tướng Hiếu và quan điểm đối nghịch, phát biểu tự do và công khai, đã tô điểm các thái độ của nhiều vị chỉ huy trưởng trực thuộc của ông và khiến họ ít hưởng ứng các nỗ lực tiến hành chương trình Đồng Tiến này. Hy vọng là thời gian, với cơ may chiến dịch Cambodia cống hiến, và với ý thức tăng trưởng là Sư đoàn 5 có thể thi hành sứ mạng mới và nới rộng, sẽ biến cải viễn quan của tướng Hiếu. Nếu không, ông phải bị cách chức khỏi quyền Tư lệnh."

- Đối với tướng Nguyễn Văn Vỹ, Tổng trưởng Bộ Quốc phòng:

Tướng Hiếu thực hiện được một cuộc điều tra thành công trong vụ Quỹ Tiết kiệm Quân đội (QTKQĐ). Ngày 14 tháng 7 năm 1972, tướng Hiếu xuất hiện trên màn truyền hình và tường trình kết quả của cuộc điều tra vào các sinh hoạt tài chánh của Quỹ Tiết kiệm Quân đội. Ông nêu tên Tổng trưởng Quốc phòng, Trung tướng Nguyễn Văn Vỹ và Trung tướng hồi hưu Lê Văn Kim như là những người can dự vào các sinh hoạt tài chánh bất chính. Tướng Vỹ bị Tổng thống Thiệu sa thải.

- Đối với tướng Trần Thiện Khiêm, Thủ tướng:

Vào tháng 5 năm 1972, Tướng Hiếu nói với các viên chức Sứ Quán là chiến dịch chống tham nhũng không đi tới đâu và các Bộ trưởng trong Nội các và Thủ tướng không cộng tác với ông.

- Đối với tướng Nguyễn Văn Minh:

Tướng Hiếu chú thích với viên chức sứ quán Đại tá Mạch Văn Trường từng là một cựu cộng tác viên của Trung tướng Nguyễn Văn Minh, Tư lệnh Quân đoàn III, và tướng Hiếu xác tín là tướng Minh đã bổ nhiệm Đại tá Trường vào chức vụ Tỉnh trưởng (Long Khánh) một phần để nắm lấy trong tay thương vụ lâm sản đem lại nhiều lợi tức trong tỉnh Long Khánh. Tướng Hiếu đang đề nghị đưa vụ này ra điều tra nhưng lưu ý là còn tùy thuộc Tổng thống Thiệu và kết quả của các cuộc gặp gỡ giữa Thiệu và Trung tướng Minh.

- Đối với Tổng thống Nguyễn Văn Thiệu và tướng Đặng Văn Quang:

Liên quan đến bản chất của đạo luật mới, tướng Hiếu chú thích là đạo luật không xử lý một chướng ngại căn bản phương hại đến sự hữu hiệu của hành động chống tham nhũng: sự bao che kẻ gian của các người có quyền thế. Tướng Hiếu nêu lên một vị dụ của một Dân biểu rõ ràng có những hành vi tham nhũng. Tướng Hiếu nói ông trình hồ sơ này lên Phó Tổng thống Hương. Phó Tổng thống ghi nhận là dân biểu này là thành viên của khối thân Chính phủ và ngày hôm trước đã dùng cơm với Tổng thống. Phó Tổng thống Hương khuyến cáo không nên đeo đuổi vụ này. Một ví dụ khác, tướng Hiếu nói, là Đại tá Cảnh sát Phạm Kim Quy, Chỉ huy trưởng khối Tư Pháp, Cảnh sát Quốc gia. Theo tướng Hiếu, tham nhũng to lớn trong sở di trú Cảnh sát Quốc gia, một nhánh của khối Tư pháp, được truy lùng thẳng tới Đại tá Quy, là người thân cận với Phụ tá Tổng thống Đặng Văn Quang. Phó Tổng thống cũng tỏ vẻ ái ngại không muốn đeo đuổi vụ này, tướng Hiếu tuyên bố.

### Những nghi vấn về cái chết
Chiều ngày 8 tháng 4 năm 1975 có tin loan báo ra từ Bộ Tư lệnh Quân đoàn III ở Biên Hòa là ông đã chết ngay tại trong văn phòng làm việc. Giới quân sự nghi ngay tướng Nguyễn Văn Toàn, Tư lệnh Quân đoàn III, vì ông Toàn mang tiếng tham nhũng thuộc loại hạng gộc, trong khi đó ông Hiếu rất thanh liêm và hơn nữa, đã từng giữ chức Đặc trách chống tham nhũng thuộc phủ Phó Tổng thống Trần Văn Hương.
Ngày hôm sau, sau khi tham dự buổi họp báo của phát ngôn viên quân sự, thông tấn xã UPI loan tin như sau:
SAIGON (UPI) - Tư lệnh Phó Quân đoàn III, bảo vệ vùng Sài-Gòn được khám phá bị bắn tối thứ ba sau một cuộc cãi vã về chiến thuật với cấp trên của mình. Các nguồn tin quân sự nói là có vẻ ông ta tự vận. Các nguồn tin đó nói Thiếu tướng Nguyễn Văn Hiếu chết với một vết thương do một viên đạn gây nên ở miệng tại văn phòng ở Bộ Tư lệnh Quân đoàn III nằm ven biên phi trường quân sự Biên Hòa, cách Sài-Gòn 18 dặm. Không biết sự kiện tướng Hiếu chết có liên quan gì với vụ oanh tạc Dinh Độc Lập của ông Nguyễn Văn Thiệu xảy ra sáng thứ ba cùng ngày không?

## Gia đình
- Thân phụ: Cụ Nguyễn Văn Hướng (Quê quán Bắc Ninh. Từng giữ chức Phụ tá Giám đốc Công an Nguyễn Đình Tại ở Hà Nội (1950), Giám đốc Công an Bắc Phần (1953), Phụ tá Tổng Giám đốc Công an Thiếu tướng Nguyễn Ngọc Lễ ở Sài Gòn (1955).[5][22]
- Thân mẫu: Cụ Nguyễn Thị Nghiêm (Quê quán Hà Đông. Từng là Trợ giáo trường Pháp-Việt tại Thượng Hải).[5]
- Phu nhân: Bà Phạm Thị Thu Hường (Quê quán Hà Nội)

Ông bà có sáu người con gồm: 3 trai (Dũng, Cảm, Hoàng) và 3 gái (Anh Thư, Thu Hà, Thu Hằng)
- Tướng Hiếu có một người chị họ là bà Nguyễn Thị Khánh, vợ của ông Trần Đại Nghĩa[24] và một người anh họ là ông Nguyễn Quang Đích, thư ký riêng của Đại tướng Văn Tiến Dũng. Hai người này là con cụ Nguyễn Văn Thường (anh cụ Hướng), bác ruột của ông.

Tối ngày 29 tháng 4 năm 1975, bà quả phụ tướng Hiếu cùng 6 người con được di tản bằng trực thăng ra Hạm đội 7 Hoa Kỳ đậu ở ngoài khơi Vũng Tàu, sau đó sang định cư tại Philadelphia, Pennsylvania, Hoa Kỳ.